# PSR J0737-3039
PSR J0737-3039 – układ podwójny znajdujący się w gwiazdozbiorze Rufy, odkryty w 2003 roku przez grupę radioastronomów z Parkes Observatory. Obecnie jest to jedyny znany układ dwóch pulsarów.
Pierwszy odkryty składnik, oznaczony literą A, jest pulsarem milisekundowym, obracającym się z okresem 22,7 ms. Drugi składnik, B, rotuje dużo wolniej, z okresem 2,77 s. Uważa się, że składnik A powstał wcześniej, zdążył wyhamować swą rotację, a następnie został powtórnie rozkręcony wskutek akrecji materii z towarzysza B. Składnik B jest pulsarem młodym, który narodził się wskutek drugiej
eksplozji supernowej w układzie. Masy składników szacowane są odpowiednio na 1,33 i 1,25 masy Słońca, zaś okres ich obiegu (wokół wspólnego środka masy) wynosi 2 h 27 min. Orbity składników są bardzo ciasne i lekko ekscentryczne; ich średni rozmiar to 1,25 promienia Słońca, a mimośród e=0,088.
Pulsar PSR J0737-3039 jest podobny do innego znanego układu podwójnego, PSR B1913+16, w którym pulsar okrąża gwiazdę neutronową.
Układy tego typu stanowią doskonałe laboratorium do testowania przewidywań ogólnej teorii względności. Dokonuje się tego wyznaczając wartości tak zwanych parametrów post-Keplerowskich, czyli poprawek do praw Keplera opisujących orbity w układzie podwójnym w wypadku bardzo silnego pola grawitacyjnego. Są to: tempo zmiany w czasie okresu orbitalnego; średnie tempo przesunięcia peryastronu; poczerwienienie grawitacyjne i dylatacja czasu; opóźnienie Shapiro; oraz deformacja orbity.
W wypadku pulsara PSR J0737-3039 możliwe było zmierzenie pięciu z tych parametrów z dobrą dokładnością. Dwa z nich wystarczyłyby do wyznaczenia mas składników układu, podczas gdy wyznaczenie pozostałych parametrów stanowi test zgodności teorii.
Wskutek emisji fal grawitacyjnych orbita pulsara kurczy się w tempie 8 mm na dobę, co oznacza, że za około 85 milionów lat gwiazdy zleją się ze sobą. Prawdopodobnym efektem tego wydarzenia będzie eksplozja i rozbłysk gamma.